# Philip Alfred Morcombe
Philip Alfred Morcombe, britanski general, * 1909, † 22. september 1994.